# Conseil pontifical Justice et Paix
 (février 2021).
Le conseil pontifical « Justice et Paix » est un dicastère de la curie romaine. Son rôle et son fonctionnement sont définis dans les articles 142 à 144 de la constitution apostolique Pastor Bonus.
Il « s'emploie à ce que, dans le monde, soient promues la justice et la paix selon l'Évangile et la doctrine sociale de l'Église catholique » (art. 142).
Il est supprimé le 1er janvier 2017, ses compétences étant reprises par le nouveau dicastère pour le service du développement humain intégral.

## Historique
La commission Justice et Paix est créée par Paul VI le 6 janvier 1967, par le motu proprio Catholicam Christi Ecclesiam. Cette création répond au souhait du concile Vatican II exprimé dans la constitution pastorale Gaudium et Spes : « Considérant l'immense misère qui accable, aujourd'hui encore, la majeure partie du genre humain, pour favoriser partout la justice et en même temps pour allumer en tout lieu l'amour du Christ à l'endroit des pauvres, le Concile, pour sa part, estime très souhaitable la création d'un organisme de l'Église universelle, chargé d'inciter la communauté catholique à promouvoir l'essor des régions pauvres et la justice sociale entre les nations » (Art. 90-3).
Le 10 décembre 1976, Paul VI confirme la commission pontificale dans le Motu proprio Iustitiam et Pacem . Dès 1978 se créent de nombreuses Commissions Justice et Paix nationales à travers le monde, notamment en Belgique.
En 1988, la constitution apostolique Pastor Bonus, publiée par Jean-Paul II réforme la curie et redéfinit le rôle et la composition des différents organes. Elle transforme en particulier la commission pontificale en conseil pontifical « Justice et Paix ».
Le 31 août 2016, la salle de presse du Saint-Siège publie un motu proprio du pape François créant le dicastère pour le service du développement humain intégral ainsi que les statuts de ce nouvel organisme qui reprend les compétences des conseils pontificaux « Justice et Paix », « Cor Unum », pour la pastorale des migrants et des personnes en déplacement et pour la pastorale des services de la santé qui disparaissent au 1er janvier 2017.

## Missions
Les missions du conseil sont définies à l'article 142 de Pastor Bonus.
Le conseil approfondit la doctrine sociale de l'Église en particulier en ce qui concerne les relations entre ouvriers et employeurs.
Il rassemble et évalue les informations et les résultats d'enquête sur la justice et la paix, le progrès des peuples et les violations des droits de l'homme. Il favorise les relations avec les organisations internationales qui s'engagent sincèrement à instaurer les valeurs de justice et de paix dans le monde.
Il s'emploie à sensibiliser les peuples à la promotion de la paix.
Le conseil pontifical Justice et Paix est notamment à l'origine du compendium de la doctrine sociale de l'Église
Le conseil pontifical Justice et Paix s'intéresse également à la question du respect de la « Création », de l'environnement et de l'écologie. C'est lui qui a ainsi établi la version de travail de l'encyclique Laudato Sii du pape François.

## Organisation
Le conseil pontifical Justice et Paix a un président, assisté d'un secrétaire et d'un sous-secrétaire, tous nommés par le Saint-Père pour une période de cinq ans. Des laïcs, religieuses et prêtres de diverses nationalités constituent une équipe permanente pour la réalisation des programmes du conseil.
Le conseil pontifical comprend une quarantaine de membres et de consulteurs nommés à titre personnel par le Saint-Père pour une période de cinq ans. Provenant de tous les continents, ils se réunissent à Rome à intervalles réguliers pour une assemblée plénière. Ils contribuent à l'élaboration des grandes lignes d'activité du conseil, selon leurs sensibilités et leurs engagements pastoraux ou professionnels. L'assemblée, temps fort dans la vie du conseil, discerne les « signes des temps ».
Les consulteurs, dont certains sont experts en doctrine sociale de l'Église, peuvent être convoqués pour des groupes d'étude sur des sujets déterminés.

### Présidents du conseil pontifical «Justice et Paix»
- Maurice Roy (1967-1976)
- Bernardin Gantin (1976-1984)
- Roger Etchegaray (1984-1998)
- François-Xavier Nguyên Van Thuán (1998-2002)
- Renato Raffaele Martino (2002-2009)
- Peter Kodwo Appiah Turkson (2009-2016)

### Secrétaires du conseil pontifical «Justice et Paix»
- Joseph Gremillion (1966-1974) ; le Brésilien Alceu Amoroso Lima, fondateur de la démocratie-chrétienne brésilienne, est membre de la commission de 1967 à 1972
- Andrea Cordero Lanza di Montezemolo (1976-1977)
- Roger Joseph Heckel, SJ (1977-1980)
- Jan Pieter Schotte, CICM (1980-1983)
- Diarmuid Martin (1994-2001)
- Giampaolo Crepaldi (2001-2009)
- Mario Toso (it), SDB (2009-2015)

### Membres éminents du conseil pontifical «Justice et Paix»
- Paul Kaya (1970-1980)